# Hochwald
Hochwald es una comuna suiza del cantón de Soleura, situada en el distrito de Dorneck. Limita al noroeste con la comuna de Dornach, al noreste con Gempen, al este con Büren, al sur con Seewen, y al oeste con Duggingen (BL).